# Louhans (quận)
Quận Louhans là một quận của Pháp, nằm ở tỉnh Saône-et-Loire, ở vùng Bourgogne. Quận này có 8 tổng và 79 xã.

## Các đơn vị hành chính

### Các tổng
Các tổng của quận Louhans là: 
1. Beaurepaire-en-Bresse
2. Cuiseaux
3. Cuisery
4. Louhans
5. Montpont-en-Bresse
6. Montret
7. Pierre-de-Bresse
8. Saint-Germain-du-Bois

### Các xã
Các xã của quận Louhans, và mã INSEE là: 
| 1. Authumes (71013)                   | 2. Bantanges (71018)                | 3. Beaurepaire-en-Bresse (71027)   |
| 4. Beauvernois (71028)                | 5. Bellevesvre (71029)              | 6. Bosjean (71044)                 |
| 7. Bouhans (71045)                    | 8. Branges (71056)                  | 9. Brienne (71061)                 |
| 10. Bruailles (71064)                 | 11. Champagnat (71079)              | 12. Charette-Varennes (71101)      |
| 13. Condal (71143)                    | 14. Cuiseaux (71157)                | 15. Cuisery (71158)                |
| 16. Dampierre-en-Bresse (71168)       | 17. Devrouze (71173)                | 18. Diconne (71175)                |
| 19. Dommartin-lès-Cuiseaux (71177)    | 20. Flacey-en-Bresse (71198)        | 21. Frangy-en-Bresse (71205)       |
| 22. Fretterans (71207)                | 23. Frontenard (71208)              | 24. Frontenaud (71209)             |
| 25. Huilly-sur-Seille (71234)         | 26. Joudes (71243)                  | 27. Jouvençon (71244)              |
| 28. Juif (71246)                      | 29. L'Abergement-de-Cuisery (71001) | 30. La Chapelle-Naude (71092)      |
| 31. La Chapelle-Saint-Sauveur (71093) | 32. La Chapelle-Thècle (71097)      | 33. La Chaux (71121)               |
| 34. La Frette (71206)                 | 35. La Genête (71213)               | 36. La Racineuse (71364)           |
| 37. Lays-sur-le-Doubs (71254)         | 38. Le Fay (71196)                  | 39. Le Miroir (71300)              |
| 40. Le Planois (71352)                | 41. Le Tartre (71534)               | 42. Loisy (71261)                  |
| 43. Louhans (71263)                   | 44. Mervans (71295)                 | 45. Montagny-près-Louhans (71303)  |
| 46. Montcony (71311)                  | 47. Montjay (71314)                 | 48. Montpont-en-Bresse (71318)     |
| 49. Montret (71319)                   | 50. Mouthier-en-Bresse (71326)      | 51. Ménetreuil (71293)             |
| 52. Ormes (71332)                     | 53. Pierre-de-Bresse (71351)        | 54. Pourlans (71357)               |
| 55. Rancy (71365)                     | 56. Ratte (71367)                   | 57. Sagy (71379)                   |
| 58. Saillenard (71380)                | 59. Saint-André-en-Bresse (71386)   | 60. Saint-Bonnet-en-Bresse (71396) |
| 61. Saint-Germain-du-Bois (71419)     | 62. Saint-Martin-du-Mont (71454)    | 63. Saint-Usuge (71484)            |
| 64. Saint-Vincent-en-Bresse (71489)   | 65. Saint-Étienne-en-Bresse (71410) | 66. Sainte-Croix (71401)           |
| 67. Savigny-en-Revermont (71506)      | 68. Savigny-sur-Seille (71508)      | 69. Sens-sur-Seille (71514)        |
| 70. Serley (71516)                    | 71. Serrigny-en-Bresse (71519)      | 72. Simandre (71522)               |
| 73. Simard (71523)                    | 74. Sornay (71528)                  | 75. Thurey (71538)                 |
| 76. Torpes (71541)                    | 77. Varennes-Saint-Sauveur (71558)  | 78. Vincelles (71580)              |
| 79. Vérissey (71568)                  |                                     |                                    |